# Riachuelo Futebol Clube
El Riachuelo Futebol Clube es un equipo de fútbol de Brasil que juega en el Campeonato Sergipano Serie A2, la segunda división del estado de Sergipe.

## Historia
Fue fundado el 11 de junio de 1933 en el municipio de Riachuelo, Sergipe y su uniforme, colores y escudo están inspirados en el CR Flamengo del estado de Río de Janeiro con la idea de que los aficionados al fútbol en el estado de Sergipe apoyaran al CR Flamengo.
En 1941 es campeón estatal por primera vez, la cual fue de manera invicta, aunque desde que el fútbol en el estado de Sergipe se volvió profesional, el club no ha logrado resultados importantes.

## Palmarés
- Campeonato Sergipano (1): 1941
- Campeonato Sergipano Série A2 (1): 2002

## Jugadores

### Jugadores destacados
- Nenê[6]